# Kolodenka, Tomașpil
Kolodenka (în ucraineană Колоденка) este o comună în raionul Tomașpil, regiunea Vinnița, Ucraina, formată numai din satul de reședință.

## Demografie
Componența lingvistică a satului Kolodenka
     Ucraineană (94,36%)
     Rusă (2,66%)
     Română (1,57%)
     Alte limbi (1,25%)
Conform recensământului din 2001, majoritatea populației satului Kolodenka era vorbitoare de ucraineană (94,36%), existând în minoritate și vorbitori de rusă (2,66%) și română (1,57%).